# Aniruddha
Aniruddha – filozof indyjski piszący w sanskrycie, żyjący ok. 1500, autor Aniruddhavritti – komentarza do filozofii sankhji.